# Suchý kopec
Suchý kopec je lesní lokalita s vrcholem terénu v nadmořské výšce 817 m v georeliéfu Devítiskalské vrchoviny, ve vrcholové části hřbetu Žďárských vrchů v nižší poloze s trigonometrickým bodem 815 m n. m., v rámci administrativně správním na katastrálním území Blatiny, části městyse Sněžné v okrese Žďár nad Sázavou, náležejícím do Kraje Vysočina v České republice.
Vyvýšeninu, v podobě úzkého hřbetu se dvěma vrcholy, tvoří hornina dvojslídný migmatit až ortorula typu metamorfitu v kutnohorsko-svratecké geologické oblasti, v soustavě Českého masivu (krystalinikum a prevariské paleozoikum). Vrcholová část krátkého, asi 350 m dlouhého hřbetu, orientovaného JJV – SSZ, s terénem mírně klesajícím nadmořskou výškou k severo-severozápadu (333°) se skalními výchozy, u trigonometrického bodu typu skalky.
Lokalita v povodí řeky Svratky leží v Chráněné krajinné oblasti Žďárské vrchy a se shodným názvem a územním vymezením také v chráněné oblasti přirozené akumulace vod v severozápadní části Hornosvratecké vrchoviny.
Zalesněný hřbet ohraničen na severozápadě až severu úžlabím s prameništěm Studeného potoka, od východo-jihovýchodu sedlem pod Malinskou skálou (813 m), na jihovýchodě úžlabím Černého potoka a na jihozápadě sedlem pod vrchem Křovina (830 m).
Česká státní trigonometrická síť uvádí ve vrcholové části hřbetu zaměřený trigonometrický bod s názvem „U kuchyně“ a geodetickým označníkem s nivelací 814,83 m n. m. (č. 31 triangulačního listu 3316), žulový terénní patník se nachází v zalesněném prostoru pod nízkým skaliskem, od něho přibližně 350 m na jihovýchod (150°) nejvyšší bod (vrchol) terénu lesního pozemku.

## Geografie

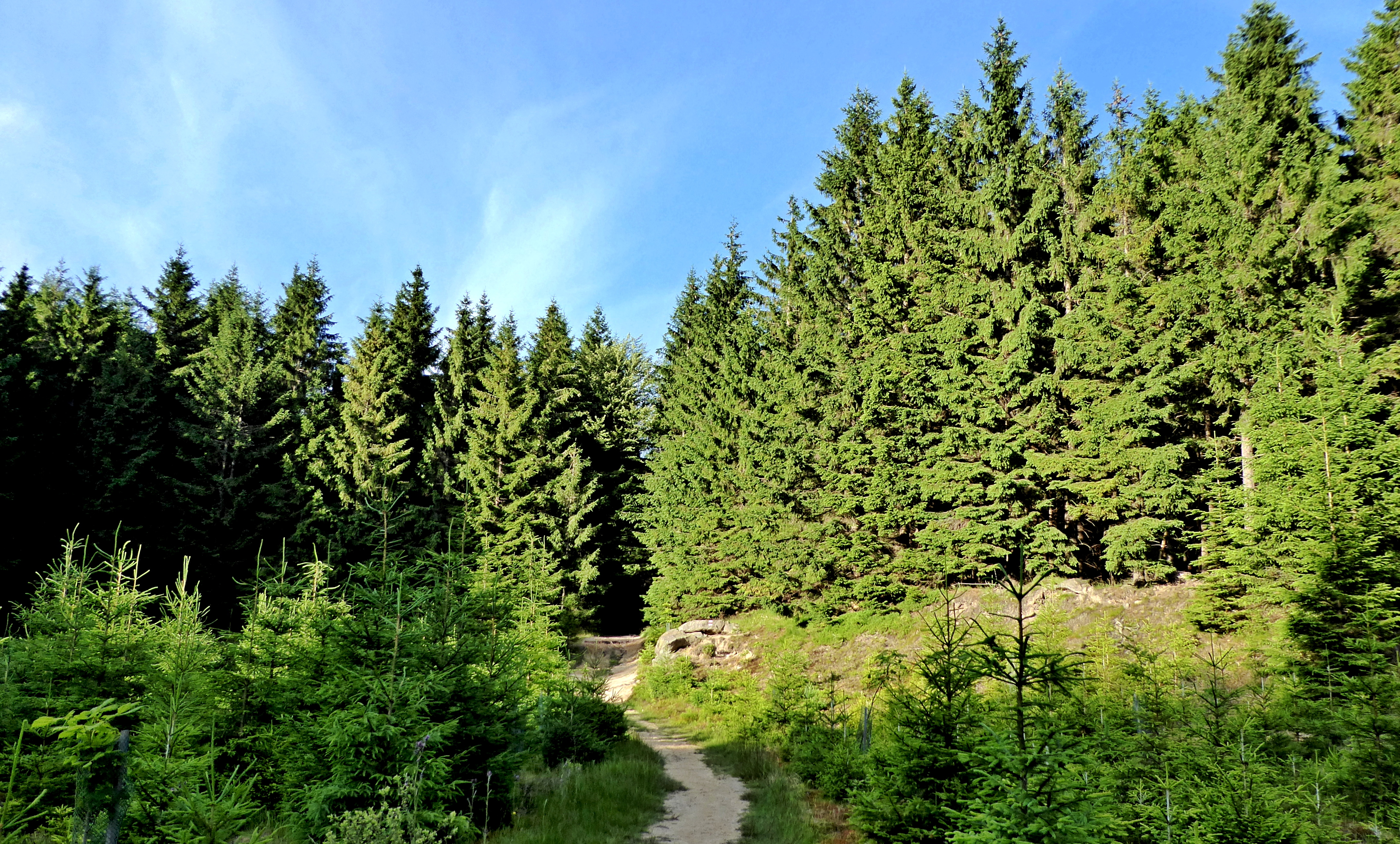
Terénní plošina pod vrcholem hřbetu, v záběru turistická trasa přes vrcholovou část, vpravo lokalita Suchý kopec (v lesním porostu vrchol terénu 817 m n. m.)

Suchý kopec se nachází v lesním prostoru nad lokalitou Blatinské hájenství, západo-severozápadně od přírodní památky Malinská skála. Výškový (trigonometrický) bod s názvem U kuchyně (814,83 m n. m.) leží na okraji hřbetu, přibližně ve vzdálenosti 4,8 km na severozápad (293°) od věže kostela sv. Kříže v městysi Sněžné.
Vrcholová část hřbetu mezi vrchem Křovina (830 m) a Malinskou skálou (813 m) ve Žďárských vrších se nachází asi 3 km jižně od obce Křižánky a 2 km východně od vrcholu Devět skal (836 m), nejvyššího v krajinné oblasti Devítiskalské vrchoviny, současně Žďárských vrchů a Hornosvratecké vrchoviny.
Vrchol je zalesněný, bez rozhledu.

### Zeměpisný název
Zeměpisný název (toponymum) Suchý kopec je Českým úřadem zeměměřickým a katastrálním standardizované jméno lesního pozemku. Ve vrcholové části terénu na některých turistických mapách stejným názvem označován výškový bod 815 m n. m., ve skutečnosti se jedná o kótu zaměřeného trigonometrického bodu s názvem „U kuchyně“ a nivelací 814,83 m n. m.
Vrchol se zeměpisným jménem (oronymum) Suchý kopec (684 m) se nachází rovněž v Devítiskalské vrchovině, v závěru hřbetu Žďárských vrchů nad Vojnovým Městcem, směrem od vrcholu Kamenný vrch (802 m) a Za kouty (713 m).

## Přírodní poměry
Hřbet s plochou vrcholovou částí, na okrajích s vrcholy terénu v nadmořské výšce 817 m (jiho-jihovýchodní vrchol) a 815 m (severo-severozápadní vrchol) v georeliéfu Devítiskalské vrchoviny, geomorfologického okrsku Žďárských vrchů. Lokalita součástí geomorfologického celku Hornosvratecká vrchovina. Vrcholová část oddělena sedlem (vrchol 802 m) od vrchu Křovina (830 m) a sedlem (vrchol 782 m) od Malinské skály (813 m), sedla propojena lesní cestou, vedenou kolem severo-severozápadního vrcholu (výškového bodu).
Plochá vrcholová část a úbočí kopce zalesněné, s více skalními výchozy, výškově menšími. Jiho-jihovýchodní vrchol hřbetu na vyvýšenině v nadmořské výšce 817 m (dle vrstevnicové mapy), terén od vrcholu mírně klesá v lesním prostoru k trigonometrickému bodu ležícímu pod malým skalním útvarem (výška cca 1 m) na okraji hřbetu, nad úžlabím s prameništěm Studeného potoka, na protilehlém svahu přírodní památka Bílá skála.
Svahy hřbetu ve směru Devíti skal (836 m) a přírodní památky Bílá skála (úžlabí s prameništěm Studeného potoka) a také k přírodní památce Černá skála nad Milovskou kotlinou poměrně strmě klesají do údolí. Větší sklon také na jihovýchodním úbočí hřbetu směrem k lokalitě Blatinské hájenství (úžlabí s prameništěm Černého potoka).
Lokalita náleží do povodí řeky Svratky. V úžlabí mezi Devíti skalami (836 m), uzavřeném na jihozápadě Lisovskou skálou (802 m), se nachází prameniště několika zdrojnic Studeného potoka a v úžlabí mezi vrchem Teplá (782 m), uzavřeném na jihozápadě vyvýšeninou Na kopečku (750 m), prameniště více zdrojnic Černého potoka (oblast se sídelní lokalitou Samotín). Černý potok napájí vodami Milovský rybník, obě vodoteče pravostrannými přítoky řeky Svratky v přírodní rezervaci Meandry Svratky u Milov (Milovská kotlina).

## Výstup na vrchol
Vrchol georeliéfu (na jiho-jihovýchodě hřbetu) i výškový bod (severo-severozápadní okraj hřbetu) mimo značenou cestu v lesním porostu, bez výhledu. Výškový bod se skalkou (815 m) dostupný z lesní cesty, vrchol terénu (817 m) z turistické trasy vedené přes vrcholovou část hřbetu (v místě navršená malá kamenná mohyla).

## Turistika
Lokalita uvedená s výškovým bodem 815 m n. m. (bez názvu) na turistické mapě Žďárské vrchy (mapový list 48) vydané Klubem českých turistů, do vrcholové části hřbetu vedená červeně značená turistická trasa, úsek mezi rozcestníky Pod Lisovskou skálou – Malinská skála.
Ze sedla pod vrchem Křovina trasa po lesní cestě k terénní plošině, na ní rozcestí, z něho pokračuje vpravo přes vrcholovou část hřbetu do sedla pod Malinskou skálou. Vrchol terénu (817 m n. m.), s navršenou kamennou mohylou, zhruba 190 m na východ (95°) od rozcestí v lesním porostu. Výškový bod (815 m n. m.) se skalkou vzdálený od rozcestí asi 300 m (2°), v nejbližším místě jen několik desítek metrů na východ od lesní cesty (bez značené trasy), spojující sedla pod vrcholy Křovina a Malinská skála.